# Hannah Marks
Hannah Gayle Marks (Santa Mónica, 13 de abril de 1993) es una actriz, guionista y directora de cine estadounidense. Es conocida principalmente por su papel de Amanda Brotzman en la serie Dirk Gently's Holistic Detective Agency.

## Primeros años
Nació en Santa Mónica pero creció en San Luis Obispo, hija de Robin Marks y Nova Ball, una exactriz. Su abuelo materno fue el empresario y músico Ernie Ball, y uno de sus tatarabuelos maternos fue el compositor Ernest Ball.

## Carrera
Debutó en el cine en la película Doll Graveyard en el papel de Sophia, luego en noviembre del mismo año aparece en un episodio de la serie de CBS de drama criminal Numb3rs, interpretando a Libby Lamberg. En 2006, Marks aparece en las películas Danika y Accepted dando vida a Lizzie Geralds y a Lizzie Gaines, respectivamente, y apareció en un episodio de Mentes Criminales interpretando a Dalia Nadir. Apareció en la portada de la edición del 4 de junio de 2006 de The New York Times Magazine junto a su amiga Liana Liberato. Al año siguiente, participó en diversas series como The Winner como Tracy, Heartland como Lesley Walker y Private Practice como Ruby. Marks interpreta a Tammy en The Runaways, una película biográfica de 2010 sobre la banda de rock femenina del mismo nombre.
De 2016 a 2017, interpretó a Amanda Brotzman en la serie de BBC America Dirk Gently's Holistic Detective Agency.
En marzo de 2018, Marks hizo su debut como guionista y directora con la película Shotgun junto con Joey Power, la cual fue estrenada en el Festival de Cine South by Southwest.
Ha sido nominada dos veces a los Young Artist Awards. La primera por su actuación en la película Accepted y la segunda por su actuación en la serie de televisión FlashForward.

## Vida personal
Es alérgica al látex.

## Filmografía
| Cine       | Cine                                    | Cine              | Cine                                                                         |
| Año        | Título                                  | Rol               | Notas                                                                        |
| ---------- | --------------------------------------- | ----------------- | ---------------------------------------------------------------------------- |
| 2005       | Doll Graveyard                          | Sophia            |                                                                              |
| 2006       | Danika                                  | Lizzie Geralds    |                                                                              |
| 2006       | Accepted                                | Lizzie Gaines     |                                                                              |
| 2008       | Lucy: A Period Piece                    | Lucy              | Cortometraje                                                                 |
| 2010       | The Runaways                            | Tammy             |                                                                              |
| 2012       | The Amazing Spider-Man                  | Missy Kallenback  |                                                                              |
| 2013       | Finale                                  | Sara              | Cortometraje                                                                 |
| 2013       | Kristin's Christmas Past                | Kristin (17 años) |                                                                              |
| 2013       | Portrait of Olivia                      | Olivia            | Cortometraje                                                                 |
| 2014       | Dawn                                    | Mary              | Cortometraje                                                                 |
| 2014       | 1000 to 1: The Cory Weissman Story      | Jess Evans        |                                                                              |
| 2015       | Anesthesia                              | Ella Zarrow       |                                                                              |
| 2015       | Southbound                              | Eva               |                                                                              |
| 2015       | Punk's Dead                             | Penny             |                                                                              |
| 2016       | You Can't Win                           | Julia             |                                                                              |
| 2016       | Slash                                   | Julia             |                                                                              |
| 2016       | Hard Sell                               | Lake              |                                                                              |
| 2019       | Daniel Isn't Real                       | Sophie            |                                                                              |
| Televisión |                                         |                   |                                                                              |
| Año        | Título                                  | Rol               | Notas                                                                        |
| 2005       | Numb3rs                                 | Libby Lamberg     | Episodio: "In Plain Sight"                                                   |
| 2006       | Criminal Minds                          | Dalia Nadir       | Episodio: "Secrets and Lies"                                                 |
| 2007       | The Winner                              | Tracy             | Episodio: "What Happens in Albany, Stays in Albany"                          |
| 2007       | Heartland                               | Lesley Walker     | Episodio: "Pilot"                                                            |
| 2007       | Private Practice                        | Ruby              | Episodio: "In Which Addison Finds a Showerhead"                              |
| 2008       | Ugly Betty                              | Taylor            | Episodio: "Zero Worship"                                                     |
| 2008–09    | Weeds                                   | Harmony           | 7 episodios                                                                  |
| 2010       | Hank                                    | Taylor Kelly      | Episodio: "Hank's Got a Friend"                                              |
| 2010       | FlashForward                            | Annabelle Campos  | 3 episodios                                                                  |
| 2010       | Saving Grace                            | Mae Rodriguez     | Episodio: "I Killed Kristin"                                                 |
| 2011–13    | Necessary Roughness                     | Lindsay Santino   | 29 episodios                                                                 |
| 2012       | Grimm                                   | Gracie            | Episodio: "Organ Grinder"                                                    |
| 2013       | The Client List                         | Kim               | Episodios: "Wild Nights Are Calling" y "What Kind of Fool Do You Think I Am" |
| 2014       | Castle                                  | Jordan Gibbs      | Episodio: "Smells Like Teen Spirit"                                          |
| 2014       | Awkward                                 | Gloria            | Papel recurrente                                                             |
| 2014       | Law & Order: Special Victims Unit       | Evie Barnes       | Episodio: "Pornstar's Requiem"                                               |
| 2016–17    | Dirk Gently's Holistic Detective Agency | Amanda Brotzman   | Elenco principal                                                             |
| 2016       | The Real O'Neals                        | Mimi Waxberg      | Papel recurrente                                                             |